# Gerhard Rappus
Gerhard Rappus (* 22. Juni 1934 in Berlin; † 29. Januar 2009 in Berlin) war ein deutscher Gebrauchsgrafiker und Illustrator.

## Leben und Werk
Rappus absolvierte von 1951 bis 1954 in Berlin eine Lehre als Gebrauchswerber und Gebrauchsgrafiker. Von 1960 bis 1961 arbeitete er beim Berliner Verlag Junge Welt als Zeichner und Kolorist für die Zeitschrift Mosaik. 1961 zog er von Berlin nach Blankenfelde. Er war dann als selbständiger Illustrator tätig, bis 1964 für die Jugendzeitschrift Atze und ab 1964 für mehrere Verlage, insbesondere die Berliner Verlage Kinderbuchverlag, Altberliner Verlag Lucie Groszer, Aufbau Verlag, Eulenspiegel Verlag, Verlag Junge Welt, Henschelverlag und Rütten & Loening und die Leipziger Verlage Mitteldeutscher Verlag und Rudolf Arnold Verlag. Er schuf vor allem eine große Anzahl von Kinderbuchillustrationen. Daneben entwarf er u. a. Veranstaltungsplakate und Platten-Cover für die Plattenlabels Amiga und Eterna.
1970 gehörte er neben bedeutenden Grafikern und Illustratoren der DDR, darunter Elizabeth Shaw, Kurt Zimmermann, Gerhard Gossmann, Gerhard Vontra, Leo Haas, Werner Klemke und Bert Heller, zu den Künstlern, die eine Grafik für das Heft „Grafiken zu Aufführungen des Theaters der Freundschaft – 20 Jahre Theater der Freundschaft“ beisteuern konnten.
Rappus war Mitglied des Verbands Bildender Künstler der DDR.
Er war verheiratet mit der Schriftstellerin Elke Rappus-Weidemann.

## Ausstellungen (unvollständig)
- 1967/68, 1972/73 und 1987/88: Dresden, VI. Deutsche Kunstausstellung und VII. und X. Kunstausstellung der DDR
- 1979, 1982 und 1986: Berlin, Bezirkskunstausstellungen
- 1965: Berlin, Deutsche Akademie der Künste („Junge Künstler. Gebrauchsgraphik“)
- 1985: Berlin, Nationalgalerie („Auf gemeinsamen Wegen“)

## Buchillustrationen (Auswahl)
- Ingeborg Feustel/Helga Meyer/Hannes Hüttner/Liesa Andlyn/Hansgeorg Meyer: Der Märchensputnik. Sechs Märchen, die nicht mit „Es war einmal ...“ beginnen. Verlag Junge Welt Berlin, 1970
- Alfred Könner: Die Katze sitzt im Pflaumenbaum. Altberliner Verlag Lucie Groszer, 1971
- Ludwig Achim von Arnim/Clemens Brentano: Kinderreime und Kinderlieder aus „Des Knaben Wunderhorn“. Ausgesucht und zusammengestellt von Helmut Preißler. Kinderbuchverlag, 1971
- Jewgeni Schwarz: Abenteuer auf der Treppe. Altberliner Verlag Lucie Groszer, 1974
- Hannes Hüttner: Das Blaue vom Himmel. Kinderbuchverlag, 1975
- Klaus Beuchler: Das rote Etui. Kinderbuchverlag, 1976
- Karl Heinz Berger: Rinaldo Rinaldini, der König von Kampanien. Kinderbuchverlag, 1976
- Günter Saalmann: Der Hahnenkran. Kinderbuchverlag, 1977
- Sergej Alexejew: Der Fuchs von Tarutino. Aus dem Russischen von Lieselotte Remané. Kinderbuchverlag, 1978
- Wanda Chotomska: Die Hirsch-Oma. Aus dem Polnischen von Roswitha Buschmann. Kinderbuchverlag, 1978

## Schallplattenhüllen (Auswahl)
- Inge Trisch: Ein Sputnikmärchen (1961, Kinderhörspiel – Eterna)
- Gert Prokop: Die Wolke, die nicht regnen wollte (1976, Kinderhörspiel – Litera)